# Мамонтово (Рубцовський район)
Ма́монтово (рос. Мамонтово) — село у складі Рубцовського району Алтайського краю, Росія. Входить до складу Тишинської сільської ради.

## Населення
Населення — 430 осіб (2010; 440 у 2002).
Національний склад (станом на 2002 рік):
- росіяни — 96 %